# Oblast de Vologda
O oblast de Vologda (russo:  Вологодская область, tr. Vologodskaia oblast; IPA: [vəlɐˈɡotskəjə ˈobləsʲtʲ]) é uma divisão federal da Federação da Rússia. De acordo com o censo populacional de 2010, tinha uma população de 1 202 444 habitantes. O seu centro administrativo é a cidade de Vologda. No entanto, a maior cidade do oblast é Tcherepovets, casa da fábrica metalúrgica Severstal, a maior fábrica da região.
O oblast de Vologda é rico em momumentos históricos, como o Mosteiro de Kirillo-Belozerski, o Mosteiro Ferapontov (património mundial da UNESCO) com frescos de Dionísio, o Sábio, as vilas medievais de Veliki Ustiug e de Belozersk, e as igrejas barrocas de Totma e de Ustiujna.
Vastas reservas de madeira e água doce constituem os principais recursos naturais.